# Chodorów (stacja kolejowa)
Chodorów (ukr. Ходорів) – węzłowa stacja kolejowa we Chodorowie, w rejonie stryjskim, w obwodzie lwowskim, na Ukrainie.